# CBC 라디오

CBC 라디오(영어: CBC radio)는 캐나다 방송 협회(CBC/SRC)의 라디오 사업자를 말한다. 보통 CBC의 영어권 라디오 방송을 가리키는 명칭이나, 본 항목에서는 프랑스어 방송 및 원주민 언어 방송, 국제 방송을 함께 설명한다.

## 영어 채널
- CBC 라디오 원(CBC Radio One) : 뉴스와 정보를 주로 방송한다. 캐나다의 각 지역별 방송도 존재한다. 지역에 따라 AM/FM으로 방송된다. 첫 방송은 1936년에 시작하였다. 1997년까지는 그냥 "CBC 라디오"라고 불렀다. (1944년에서 1962년까지는 Trans-Canada Network란 이름으로도 불리었다.)
- CBC 뮤직(CBC Music) : 클래식, 오페라, 재즈, 연극 등을 주로 방송하는 문화 예술 방송. 라디오 1과 달리 FM으로만 방송된다. 1960년에 첫 개국하였으며 당시에는 CBC FM이라 불렀고, 1975년 11월 3일에는 CBC 스테레오(CBC Stereo)로, 1997년에 CBC 라디오 2(CBC Radio 2)로, 2018년에 지금의 이름으로 바뀌었다.
- CBC 라디오 3(CBC Radio 3) : 청소년 위주의 대중 음악 방송. 2000년에 인터넷 전용 방송으로 개국, 2005년부터 시리우스 XM 위성 라디오로도 시청할 수 있다.

## 프랑스어 채널
- 이시 라디오 캐나다 프리미에르(Ici Radio-Canada Première) : 뉴스와 정보를 주로 방송한다. 첫 방송은 1937년에 시작하였다. 1997년까지는 Radio de Radio-Canada라고 불렀고, 2013년까지는 Première Chaîne이라고 불렀다.
- 이시 뮈지크(Ici Musique) : 음악과 예술, 문화 중심 채널이다. 1974년 개국 당시에는 Le FM de Radio-Canada라고 불렀고, 1997년에 La chaîne culturelle로 변경, 2004년에는 Espace Musique로 변경하였다.

### 명칭 변경 관련
2013년 6월 5일에 프랑스어 채널명을 방송고지에 쓰는 문장인 "Ici Radio-Canada"에서 비롯된 Ici로 전면 개명한다는 발표를 하였고 위의 두 채널도 각각 "Ici Prèmiere", "Ici Musique"로 이름을 변경할 예정이었다. 그러나 많은 시청자 및 청취자들이 방송의 이름에서 캐나다 국명을 제외하려는 것으로 보여 많은 반발이 있었다. 결국 "Ici Prèmiere" 대신 Radio-Canada를 포함한 "Ici Radio-Canada Première"로 변경하였고, "Ici Musique"는 이전 명칭인 "Espace Musique"를 계속 사용하다  2014년 6월 2일에 당초 계획된 명칭인 "Ici Musique"를 사용하게 되었다.

## CBC 노스
노스웨스트 준주, 유콘 준주, 누나부트 준주, 노르 뒤 퀘벡 지역을 관할하는 CBC 노스(CBC North)에서는 CBC 라디오 1/이시 라디오 캐나다 프레미에르의 일부 시간대를 빌려 캐나다 원주민을 대상으로한 원주민 언어 방송을 하고 있다.

## 기타 서비스
국제 방송으로 캐나다 국제방송(RCI)이 있으며, 위성 방송과 인터넷으로 송출한다. 처음에는 단파 방송으로 송출되었으나, 단파로는 2012년 6월 26일에 중단되었다.